# Tracker (musique)
Pour les articles homonymes, voir Tracker.

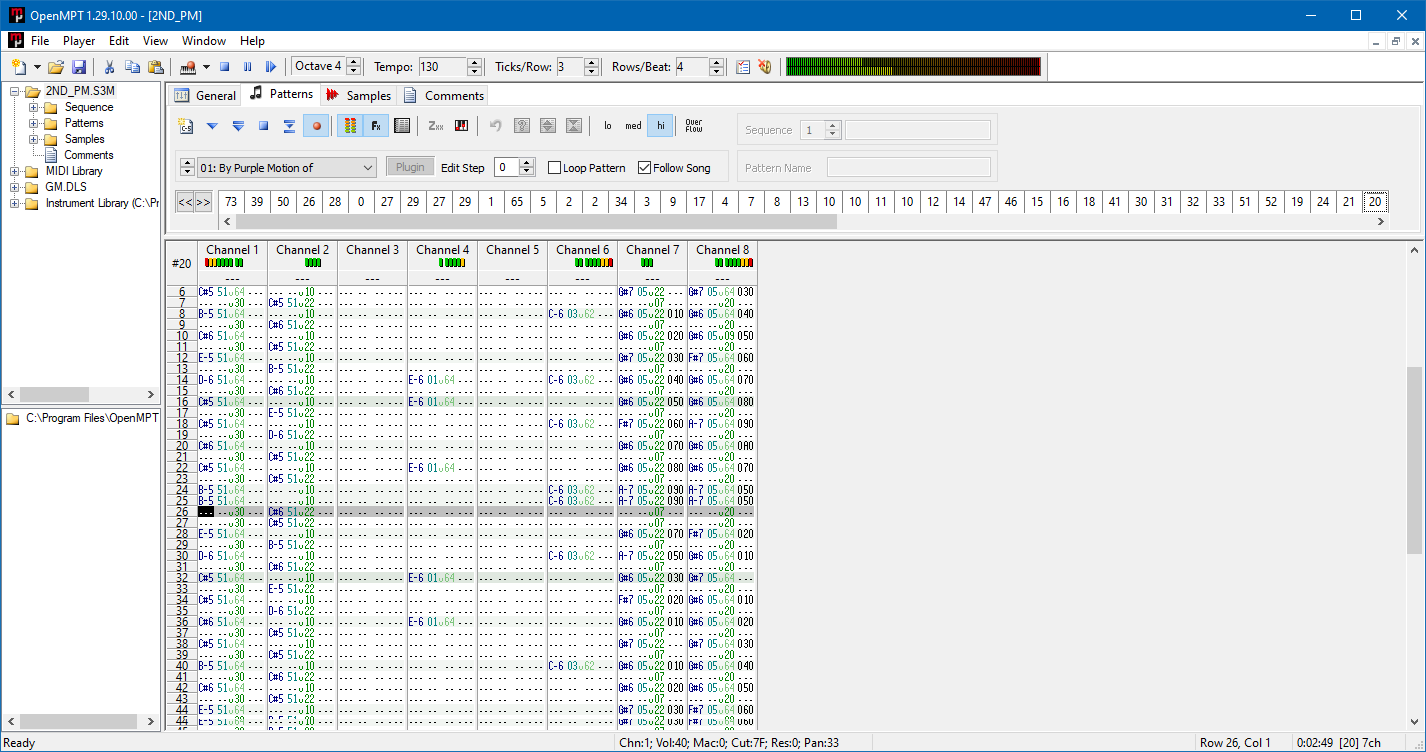
OpenMPT dans le mode couleur de Fast Tracker 2.

Un tracker, ou aussi soundtracker, est une classe de logiciels de MAO qui permettent à l'utilisateur d'arranger progressivement des échantillons sonores sur une grille de temps à travers plusieurs pistes monophoniques. L'interface du tracker est d'abord numérique : les notes sont entrées via le clavier, alors que les paramètres, effets et autres sont entrés en hexadécimal. Un morceau complet repose sur plusieurs petites multi-pistes chainées ensemble via une liste principale.

## Fonctionnement

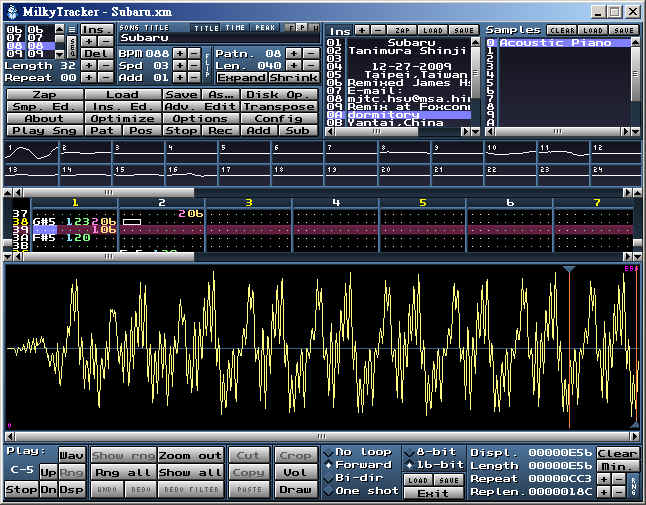
écran d'édition d'échantillon sonore de MilkyTracker

Il y a plusieurs éléments communs à tous les logiciels de tracker : échantillons, effets, pistes, patrons et ordres.
- Un échantillon (ou sample) est un petit fichier contenant l'enregistrement sonore numérisé d'un instrument, voix ou autre effet sonore. La plupart des trackers permettent de boucler partiellement l'échantillon en fonction de la note.
- Une note désigne la fréquence à laquelle l'échantillon est lu. En augmentant ou ralentissant la vitesse de lecture de l'échantillon numérique, le ton (ou pitch) est augmenté ou baissé, de sorte qu'il corresponde à telle ou telle hauteur de note. La notation anglaise est celle utilisée : « C, C#, D » pour « Do, Do#, Ré ».
- Un effet est une fonction spéciale appliquée à une note particulière. Ces effets (de type logiciel ou matériel) sont ensuite appliqués lors de la lecture. Les effets principaux du tracker incluent le volume, le portamento, le vibrato, le re-déclenchement de la note (retrigger) et l'arpeggio.
- Une piste (ou canal) est un espace réservé pour la lecture d'un échantillon. Les trackers Amiga originaux disposaient de seulement quatre pistes en raison de la limitation du matériel de l'époque. Les trackers modernes peuvent combiner un nombre illimité de canaux virtuels, le mixage de ces canaux étant logiciel. Les pistes ont normalement des rythmes fixes, bien que les rythmes et le tempo peuvent être montés ou descendus selon les gouts de l'utilisateur. Un jeu de batterie basique pourrait ainsi être arrangé en plaçant le rythme 'basse' sur les lignes 0, 4, 8, 12… d'une piste, quelques 'hi-hats' sur les lignes 2, 6, 10, 14 etc. d'une seconde piste. Les 'basses' et 'hi-hats' peuvent aussi être intercalés sur une même piste, si les échantillons sont assez courts. Sinon, un échantillon s'arrête dès que commence le suivant.
- Un patron est un groupe de pistes jouées simultanément qui représente une section complète d'un morceau ; il est généralement destiné à représenter un nombre égal de mesures d'une composition musicale.
- Un ordre est la partie d'une séquence de patrons définissant le sens du morceau. Ces patrons peuvent être répétés dans n'importe quel ordre afin d'économiser du temps et minimiser la taille du fichier.

Il existe quelques logiciels de style tracker qui font appel à la synthèse virtuelle plutôt qu'à des échantillons. Ces logiciels sont généralement conçus pour créer de la musique pour une puce synthétique particulière comme les puces OPL des cartes sons Adlib et Soundblaster, ou les puces des chipsets qui sont incluses dans les cartes-mères des PC classiques. Ces logiciels sont souvent appelés "trackers" et sont donc également listés dans cet article.
La musique du tracker est typiquement stockée dans ce qu'on appelle des fichiers module où les données et échantillons du morceau sont encapsulés dans un simple fichier. Plusieurs formats de module sont toujours supportés par les lecteurs musicaux populaires comme Winamp ou XMMS : MOD, S3M, XM et IT.

## Histoire

### Micro-ordinateurs

Tracker History Graphing Project, 2012.

Le terme tracker dérive de Ultimate Soundtracker, le premier logiciel tracker écrit par Karsten Obarski et édité en 1987 par l'allemand EAS pour le Commodore Amiga. Ultimate Soundtracker était un produit commercial, mais un peu plus tard des clones tels que NoiseTracker apparaissaient. Le concept général d'échantillons numériques séquencés pas-à-pas utilisé dans les trackers n'est pas sans rappeler des fonctions similaires disponibles sur la station de travail Fairlight CMI à la fin des années 1970.
Le premier jeu vidéo à introduire la musique tracker était Amegas (1987), un clone d'Arkanoid pour Amiga. La musique composée par Obarski est fréquemment décrite aujourd'hui comme étant le premier MOD jamais réalisé et est bien connu des fans « de la vieille école » de musique réalisée sur ordinateur.
Les premiers compositeurs étaient souvent originaires du Royaume-Uni et de Scandinavie. Cette particularité locale a peut-être un lien avec la Demoscene, laquelle grandissait rapidement dans les pays scandinaves, et le prix relativement accessible au Royaume-Uni des ordinateurs pouvant faire tourner les logiciels tracker. Cette musique est devenue un phénomène underground, notamment lorsque les morceaux en tête des ventes étaient ensuite recyclés dans la musique Dance, un style relativement simple à produire avec un séquenceur pas-à-pas.
La popularité du format tracker peut être attribuée à la combinaison des données et des échantillons. Les premiers trackers supportaient seulement 4 canaux d'échantillons PCM codés en 8-bit, une limitation dérivée de la puce audio nommée Paula (MOS Technology 8364 Paula) de l'Amiga. Ces formats ont rapidement été portés sur Atari ST, l'autre principale machine utilisée dans le milieu des demo-makers, en émulant les capacités de l'Amiga par le microprocesseur. Audio Sculpture sort en 1991 sur Atari ST.
À la fin des années 1980 et début des années 1990, les cartes sons à tables d'onde pour PC étaient rares et/ou trop chères pour un usage personnel, tandis que les capacités d'expression de la synthèse FM bas de gamme étaient limitées. Un tracker ne requiert pas les caractéristiques de ces types de cartes son.
Néanmoins, dès que les notes font appel à des échantillons, la limitation est moindre. Par exemple, un processus devenu un cliché des premiers morceaux connus de pop-rave était d'échantillonner les harmonies et de les jouer sur un canal simple, marque de fabrique d'Altern-8 et des autres phénomènes de la scène Transient. Les trackers suivants comme OctaMED, permettaient 8 canaux ou plus, tandis que le matériel pouvait permettre une lecture 16-bit.
Par la suite, la 'musique de tracker' est devenue un terme de dérision pour la rave stéréotypée, les morceaux pop de style jeux d'ordinateur, le fait d'ajouter du rythme à un style mécanique séquentiel résultant souvent en un morceau 4/4 basé sur des sections strictes de quatre mesures avec des échantillons similaires.

### PC
Dans les années 1990, les musiciens de tracker gravitent autour du PC, bien que la plateforme ne dispose pas initialement des possibilités matérielles de l'Amiga pour le traitement du son. Pourtant avec l'avènement de la ligne Sound Blaster de Creative, l'audio commence doucement à se rapprocher des qualités du CD (44.1 kHz/16-bit/Stereo, avec la SoundBlaster 16).
La première carte son populaire sur la scène PC des trackers est la Gravis Ultrasound, sortie en 1992, laquelle s'inscrivait dans la tradition du mixage hardware d'échantillons audio des Amiga et Atari, avec 32 canaux internes et une mémoire embarquée pour le stockage d'échantillons. Elle a momentanément offert une qualité de son unique, devenant le choix des musiciens distingués. Comprenant que le support du tracker/Demoscene serait bénéfique aux ventes, Gravis a offert quelque 6000 cartes aux participants. Couplé avec une excellente documentation de développement, ce geste poussa rapidement GUS (acronyme de Gravis UltraSound) à devenir un composant intégral de la plupart des démos et logiciels de tracking. La balance s'est redressée avec l'introduction de la Sound Blaster AWE32 et de ses successeurs, lesquels proposaient de la RAM embarquée et des tables d'onde mélangeables.
La charge pour le mixage audio est passée du matériel au logiciel (le CPU principal), lequel permettait graduellement l'utilisation de plus en plus de canaux. Des typiques 4 canaux du MOD de l'Amiga, la limitation a augmenté jusqu'à 16 avec ScreamTracker 3, puis 32 avec Fast Tracker 2 et enfin 64 avec Impulse Tracker 2.
En l'état, le mixage matériel n'a pas duré. Les processeurs, de plus en plus rapides, acquièrent des capacités de traitement multimédia spéciales (ex : MMX) tandis que les entreprises commencent à développer les couches d'abstraction matérielles, comme DirectX, AWE et GUS devenaient obsolètes. DirectX, WDM et maintenant ASIO livrent un échantillonnage audio de haute qualité sur toutes les marques de matériel sans exception. De plus les processeurs sonores fournissant une bonne qualité de restitution et comportant un DSP puissant se sont généralisés et ont aujourd'hui un coût résiduel, permettant d’alléger le microprocesseur principal de ces tâches.
Le format de banque d'échantillons de son GUS est toujours utilisé aujourd'hui, dans des studios virtuels tels que LMMS, via des greffons spécialisés.

### Aujourd'hui

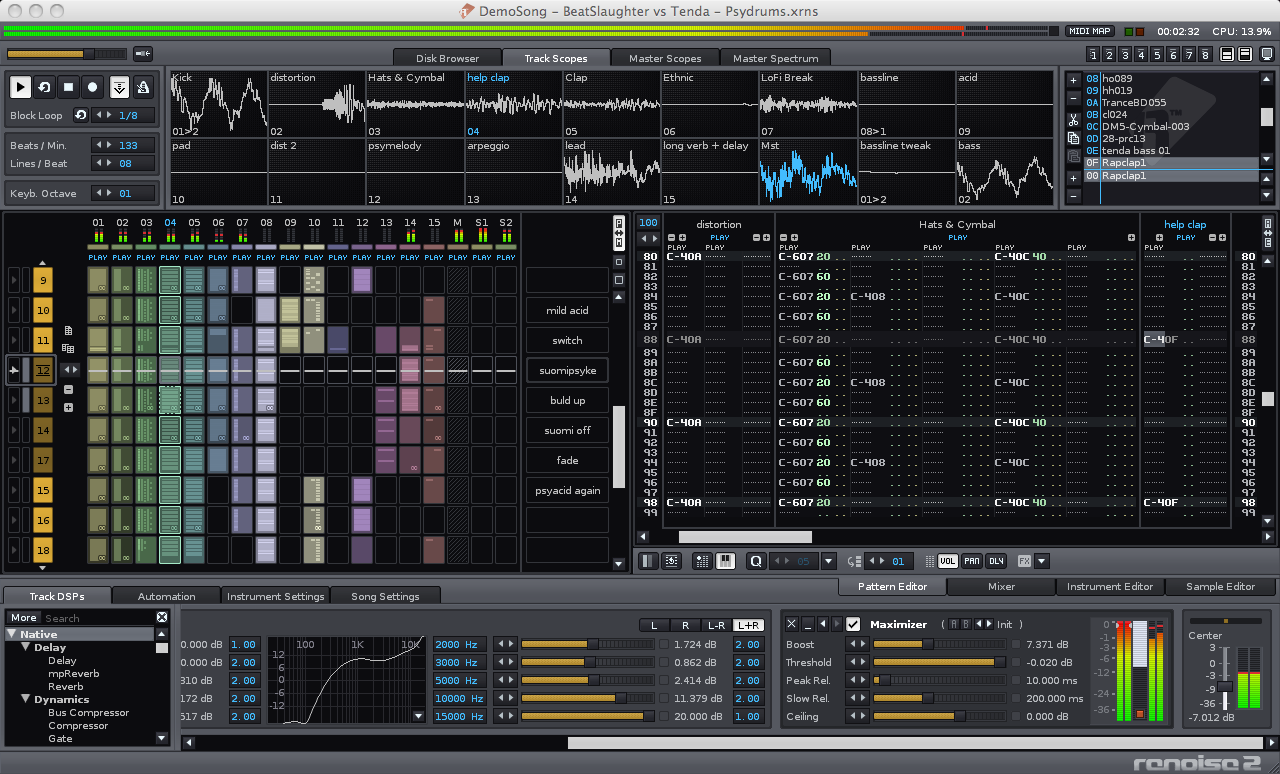
Renoise

À l'heure actuelle la musique basée sur les trackers existe toujours. On peut la retrouver dans les jeux vidéo tels que Unreal Series et Deus Ex, dans beaucoup de jeux sur PlayStation 2 et dans quasiment tous les jeux sur console portable (Game Boy Advance, Nintendo DS). Toutefois, elle est de moins en moins présente dans les jeux récents, car les machines actuelles possèdent suffisamment de mémoire pour stocker directement les sons dans des formats tels que le MP3 ou l'OGG. Avec ces formats, la musique tracker perd son principal intérêt : une musique générée en temps réel et modifiable à volonté ; mais on gagne en portabilité : le compositeur est libre de créer sa musique, puis d'exporter le résultat au format MP3, lequel sera lu par la console. Néanmoins, les logiciels de tracking continuent d'être développés en 2006. Des descendants des trackers Amiga originaux comme Sound, Noise ou Pro Tracker existent maintenant sur PC avec des logiciels comme ProTracker version 5, Buzz, ModPlug Tracker, MadTracker, Renoise, reViSiT, Skale, CheeseTracker ou BeRoTracker, qui possèdent des fonctionnalités dont on aurait pu rêver au début des trackers, telles que : sortie de haute qualité, automation, support des VST, DSP et autres multi-effets internes, support des cartes à entrées/sorties multiples, etc.
 Les fichiers au format tracker sont devenus populaires dans la communauté Game Boy Advance, laquelle, à l'inverse de la Game Boy, a les ressources suffisantes pour supporter la musique sur tracker ; de plus, la qualité du générateur de son est vraiment supérieure, le tout prenant toujours moins d'espace sur le périphérique de stockage, comparé aux formats audio de qualité « sans perte » (lossless) comme FLAC, APE, ALAC ou WAV et même comparé au MP3, plus « léger ».
Au fur et à mesure que les logiciels deviennent plus accessibles et simples d'utilisation, le traditionnel reproche qui était fait aux trackers, comme quoi ils seraient des logiciels compliqués, est en train de disparaitre. Le tracking a récemment bénéficié d'une augmentation du nombre d'utilisateurs débutants, lesquels apprécient l'importance de pouvoir créer de la musique aussi vite que possible. Un projet de recherche est actuellement à l'étude en musique : le « Human Computer Interaction » (étude d'Interactions homme-machine). Il examinera quelles méthodes, comme le tracking, contiennent les enseignements pour des méthodes de musique par ordinateur grand public (comme le séquenceur), sur la manière d'augmenter sa créativité.
Le tracker libre Tutka (GNU/Linux et MacOS) utilise le principe de notation du tracker, mais ne supporte pas l'échantillonnage et n'utilise le contrôle de la sortie son, qu'à la manière d'un séquenceur MIDI .

### Bref historique des principaux trackers
- Soundtracker – 1987 (Amiga)
- Protracker – 1990 (Amiga)
- Octamed – 1991 (Amiga)
- Audio Sculpture - 1991 (Atari ST)
- Scream Tracker 3 – 1993 (PC)
- Digital Tracker - 1994 (Atari Falcon030)
- Fast Tracker 2 – 1995 (PC)
- Graoumf Tracker - 1996 (Atari Falcon030) et V2 - 1998 (PC)
- Impulse Tracker 2 – 1996 (PC)
- ModPlug Tracker - 1997 (PC) devenu OpenMPT
- Digital Home Studio - 1997 (Atari Falcon030)
- LSDJ (Little Sound DJ) - 2000 (Gameboy)
- Renoise – 2000 (OS X, Linux, Windows)
- ACE Tracker - 2003 (Atari Falcon030)
- Skaletracker – 2003 (PC)

### Trackers modernes
| Nom                      | Dernière mise à jour | Licence      | Système d'exploitation | Système d'exploitation | Système d'exploitation | format de fichier supporté | format de fichier supporté | format de fichier supporté | format de fichier supporté | format de fichier supporté | Support VST | Support ASIO | Support LADSPA/LV2 |
| Nom                      | Dernière mise à jour | Licence      | Windows                | OS X                   | Linux                  | MID                        | MOD                        | XM                         | IT                         | S3M                        | Support VST | Support ASIO | Support LADSPA/LV2 |
| ------------------------ | -------------------- | ------------ | ---------------------- | ---------------------- | ---------------------- | -------------------------- | -------------------------- | -------------------------- | -------------------------- | -------------------------- | ----------- | ------------ | ------------------ |
| Renoise                  | 7 mai 2024           | Propriétaire | Oui                    | Oui                    | Oui                    | Charge                     | Charge                     | Charge                     | Charge                     | Non                        | Oui         | Oui          | via Carla          |
| OpenMPT                  | 31 mai 2025          | GPL / BSD    | Oui                    | Non                    | Non                    | Oui                        | Oui                        | Oui                        | Oui                        | Oui                        | Oui         | Oui          | Non                |
| Schism Tracker           | 15 avril 2025        | GPL          | Oui                    | Oui                    | Oui                    | Charge                     | Charge                     | Oui                        | Oui                        | Oui                        | Non         | Non          | Non                |
| MilkyTracker             | 28 novembre 2024     | GPL          | Oui                    | Oui                    | Oui                    | Non                        | Oui                        | Oui                        | Charge                     | Charge                     | Non         | Oui          | Non                |
| SunVox                   | 14 décembre 2024     | Freeware     | Oui                    | Oui                    | Oui                    | Sauve                      | Charge                     | Charge                     | Non                        | Non                        | Non         | Oui          | Non                |
| ProTracker 2 clone       | 21 mai 2025          | Open-source  | Oui                    | Oui                    | Non                    | Non                        | Oui                        | Non                        | Non                        | Non                        | Non         | Non          | Non                |
| Fasttracker II clone     | 21 mai 2025          | Propriétaire | Oui                    | Oui                    | Oui                    | Non                        | Charge                     | Oui                        | Charge                     | Charge                     | Non         | Non          | Non                |
| SoundTracker (en) (beta) | 17 mars 2024         | GPL          | Non                    | Non                    | Oui                    | Non                        | Oui                        | Oui                        | Non                        | Non                        | Non         | Non          | Non                |
| ChibiTracker             | 26 mars 2010         | GPL          | Oui                    | Oui                    | Oui                    | Non                        | Charge                     | Oui                        | Oui                        | Charge                     | Non         | Non          | Non                |
| Psycle                   | 5 octobre 2014       | GPL          | Oui                    | Non                    | Non                    | Non                        | Charge                     | Oui                        | Charge                     | Charge                     | Oui         | Oui          | Non                |
| MadTracker               | 24 octobre 2006      | Propriétaire | Oui                    | Non                    | Non                    | Charge                     | Charge                     | Oui                        | Charge                     | Charge                     | Oui         | Oui          | Non                |
| Buzè(beta)               | 6 janvier 2018       | GPL / BSD    | Oui                    | Non                    | Non                    | Charge                     | Charge                     | Charge                     | Charge                     | Oui                        | Oui         | Oui          | Non                |

## Compositeurs
Aphex Twin s'est servi de trackers au cours de sa carrière pour créer ses morceaux de musique électronique: le morceau "Vordhosbn" de l'album Drukqs a notamment été créé sur le logiciel SoundTracker du Macintosh.
D'autres artistes électroniques utilisent également les trackers, comme Venetian Snares ou Bogdan Raczynski ainsi que le web-label 8BitPeoples.[réf. nécessaire]